# Каспер Ойванн
Каспер Ойванн (норв. Casper Øyvann, нар. 7 грудня 1999, Буде, Норвегія) — норвезький футболіст, захисник клубу «Молде».

## Ігрова кар'єра
Каспер Ойванн народився у містечку Буде і є вихованцем місцевого клубу «Буде-Глімт». У квітні 2018 року у матчі Кубка Норвегії Ойванн зіграв свою першу гру в основі. У матчах чемпіонату країни футболіст так і не зумів пробитися до основи і наступний сезон провів в оренду у клубі третього дивізону «Мйолнер».
Сезон 2020 року Ойванн почав як повноцінний гравець клубу «Тромсдален», який також виступав у третьому дивізіоні. У лютому 2021 року футболіст перейшов до іншого клубу з міста Тромсе - ФК «Тромсе» і в травні того року дебютував у вищому дивізіоні чемпіонату Норвегії.
У серпні 2023 року захисник перейшов до складу клубу «Молде», з яким підписав контракт на три з половиною роки. У вересні Ойванн зіграв першу гру у новій команді. Тієї ж осені Каспер дебютував на міжнародному рівні - виступаючи у складі «Молде» у груповому турнірі Ліги Європи.

### Збірна
З 2018 по 2020 роки Каспер Ойванн виступав за футзальну збірну Норвегії.

## Титули
Молде
 Переможець Кубка Норвегії: 2023